# Целищев, Лев Аркадьевич
Лев Аркадьевич Целищев (род. 16 апреля 1990 года) — российский гандболист, линейный. Мастер спорта России (2012).

## Карьера
До прихода в гандбол 10 лет отыграл за детско-юношескую команду кыштымского «Металлурга».
С 2004 года защищал цвета команды из Снежинска — «Сунгуль».
В составе астраханского «Динамо» в 2013—2016 годах. Два сезона 2016/17 и 2017/18 выступал на Украине за запорожский «Мотор». В 2018 году перешёл в московский «Спартак». Сезон-2020/21 провел в Астрахани. В 2021 году перешёл в «Донские казаки – ЮФУ».
Привлекается в сборную России.

## Достижения
«Мотор» (Запорожье)
- Чемпион Украины: 2016/17
- Обладатель Кубка Украины: 2016/17
- Обладатель Суперкубка Украины: 2017

 Сунгуль (Снежинск)
- Бронзовый призёр чемпионата России: 2012

 Спартак (Москва)
- Серебряный призёр чемпионата России: 2018, 2019